# Niewoczyn
Niewoczyn (ukr. Нивочин) – wieś na Ukrainie, w  obwodzie iwanofrankiwskim, w rejonie bohorodczańskim.